# Ridderorden in Sabah
Dit is een lijst van ridderorden in de Maleisische staat Sabah.

## Achtergrond
Het territorium Sabah, ooit deel van Sarawak, later van Sulu, door Sulu verkocht aan Europeanen en Amerikanen en in 1881 door de Britse North Borneo Provisional Association Ltd. gekocht, is nu een op Noordelijk Borneo gelegen deelstaat van Maleisië.
Van 1946 tot 1963 was het een Britse kroonkolonie die tot de Federatie van Maleisië toetrad.
Deze geschiedenis verklaart waarom er geen sultan van Sabah is.
Toen de Maleisische federatie gesticht werd, werd Sabah een van de vier territoria. Het gebied is nu deel van het koninkrijk Maleisië en wordt door een door de Yang di-Pertuan Agong benoemde Commissaris des Konings of Yang Di-Pertuan Negeri bestuurd.
De opeenvolgende Yang Di-Pertuan Negeri hebben ridderorden en onderscheidingen ingesteld.

## Ridderorden
- De Meest Eerbare Orde van Kinabalu, "Darjah Kinabalu Yang Amat Mulia" of "Most Honourable Order of Kinabalu" geheten werd in 1963 ingesteld.

- De Ster van Trouw aan Kinabalu, "Bintang Setia Kinabalu" of "Loyalty of Kinabalu Star" uit 1970.

- De Ster van Kinabalu, Bintang Kinabalu of "Kinabalu Star" uit 1965

De orden zijn naar het nationale symbool, de ook op de vlag afgebeelde 4095 meter hoge berg Kinabalu, genoemd.
Er is ook een medaille en een certificaat van Verdienste.
De Commissaris des Konings, de Sabah Yang di-Pertua Negri, verdeelt de onderscheidingen op zijn verjaardag. Aan de hoogste graden is adeldom verbonden.